# フー・エルス!
フー・エルス! (Who Else!) は、1999年にリリースされたジェフ・ベックのスタジオ・アルバム。
ジェニファー・バトゥンが参加。3曲目の「Brush with the Blues」はライブ音源を収録したもの。5曲目の「Space For The Papa」はサウンド・チェックの時の音源を収録したもの。

## 曲目
1. ホワット・ママ・セッド - "What Mama Said" (Batten, Beck, Hymas) 3:23
2. サイコ・サム - "Psycho Sam" (Hymas) 4:56
3. ブラッシュ・ウィズ・ザ・ブルース - "Brush with the Blues" (Beck, Hymas) 6:25
4. ブラスト・フロム・ジ・イースト - "Blast from the East" (Hymas) 4:44
5. スペース・フォー・ザ・パパ - "Space for the Papa" (Hymas) 7:42
6. エンジェル（フットステップス） - "Angel (Footsteps)" (Hymas) 6:30
7. THX138 - "THX138" (Hymas) 6:15
8. ヒップ・ノーティカ - "Hip-Notica" (Beck, Hymas) 4:36
9. イーヴン・オッズ - "Even Odds" (Hammer) 3:26
10. デクラン - "Declan" (Donal Lunny) 4:02
11. アナザー・プレイス - "Another Place" (Hymas) 1:48

## パーソネル
- ジェフ・ベック - ギター、アレンジ、プロデュース
- ジェニファー・バトゥン - ギター、MIDIギター
- スティーブ・アレクサンダー - ドラムス
- ランディー・ホープ・テイラー - ベース
- トニー・ハイマス - キーボード、ノイズ on Psycho Sam、アレンジ、プロデュース
- ピノ・パラディーノ - ベース on Declan
- マヌ・カッチェ - ドラムス、パーカッション on Declan
- シリブ・ベル - エスニック・フルート
- ボブ・ラブデイ - バイオリン
- マーク・ジョン - アコースティック・ギター
- サイモン・ウォーレス - シンセサイザー
- ヤン・ハマー - キーボード、ドラムス on Even Odds
- クリス・セルドン - ミックス